# 莱希林根
莱茵兰地区莱希林根（德語：Leichlingen (Rheinland)），通称莱希林根（德語：Leichlingen，發音：[ˈlaɪçlɪŋən] ⓘ），是德国北莱茵-威斯特法伦州科隆行政区莱茵-贝格县的城市，面积37.26平方千米，2023年12月31日人口为28,202人。